# Cortino
Cortino (Curtənë in abruzzese) è un comune italiano di 561 abitanti della provincia di Teramo in Abruzzo.
È appartenuto alla comunità montana della Laga fino al 2013, anno in cui la stessa è stata soppressa, e dal 2014 fa parte dell'unione dei comuni montani della Laga.
La circoscrizione territoriale attuale risale al 1º maggio 1816, quando furono istituite le circoscrizioni amministrative del Regno delle Due Sicilie; con una variazione successiva intervenuta nel 1868 quando, con R.D. 6/12/1868, fu soppresso il Comune di Valle San Giovanni e le frazioni di Casanova, Collegilesco e Faieto furono annesse al Comune di Cortino.
Il suo capoluogo, situato ai piedi di quanto rimane di una delle rare abetaie pure dell'Appennino (uno dei biotipi di maggior tutela dei Monti della Laga), che si estende per buona parte del versante sud-orientale del Monte Bilanciere, costituendone un suggestivo anfiteatro, si trova a una quota compresa tra i 1000 e i 1060 m sul livello del mare.

## Stemma
Lo stemma del comune risulta dalla scomposizione delle figure o “pezze” contenute nell'antico sigillo della universitas “Rocca Roseti” nell'ordine visibile nell'attuale stemma di Crognaleto, anche se quest'ultimo invece delle due rose del sigillo di Roseto (di certo due fiori) che sormontano la torre posata o fondata sulla mediana delle tre cime del monte, contiene due stelle.
Blasonatura: Semipartito troncato: nel 1º d'azzurro al monte all'italiana di tre cime affiancate, la mediana più alta di verde; nel 2º d'azzurro alla torre d'oro murata di nero, aperta e finestrata dello stesso; nel 3º di rosso alla rosa d'argento fogliolinata di verde. Ornamenti esterni da Comune, i rami legati da un nastro di rosso.

## Geografia fisica
Il territorio di Cortino rientra nel perimetro del Parco nazionale Gran Sasso-Monti della Laga.
A ovest, quasi a far da barriera, vi è la maestosa e rotondeggiante catena dei Monti della Laga con i suoi estesi boschi di faggio, e i suoi prati da secoli utilizzati per il pascolo estivo delle greggi di ovini e di altro bestiame. Rilevanti anche se ridotti di dimensione sono i residui di boschi di abete bianco siti nei pressi di Cortino e Comignano e di Altovia. Numerose e frequenti sono le fioriture da aprile a giugno di varie specie di orchidee selvatiche, così come di altre specie floreali protette quali il Lilium bulbiferum croceum o "Giglio di San Giovanni". Le condizioni di protezione date dallo stato di parco nazionale ha consentito il ripopolamento del lupo, del cinghiale e di altre specie animali tra cui numerose specie di rapaci; in via di reintroduzione sono alcune specie di cervidi; non sono mancati sporadici avvistamenti dell'orso.

## Storia
Nato come comune tra il 1813 e il 1816, durante il decennio napoleonico nell'ambito del progetto di riordino delle circoscrizioni territoriali del Regno, dalla divisione del vasto comprensorio dello Stato di Roseto,  da cui si ebbero "Cortino in Roseto" e il comune di Crognaleto; l'antica università era posta nella provincia del 1º Abruzzo Ulteriore (oggi Provincia di Teramo), e comprendeva circa 29 villaggi siti su un territorio montano compreso soprattutto tra Montorio, Poggio Umbricchio, la Valle Siciliana, L'Aquila, Campotosto, Amatrice, Rocca Santa Maria. Confini naturali erano considerati il fiume Vomano, i monti della Laga e il fiume Tordino. 

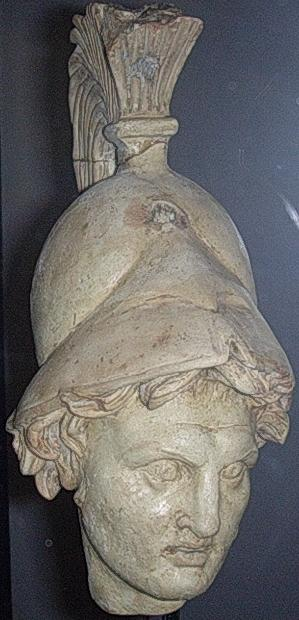
Testa elmata di guerriero (Atena).

Quantunque la storia del territorio sia molto più antica provata dai ritrovamenti archeologici di Pagliaroli, la prima notizia storica che si conosca della località capoluogo risale al 1029 con il nome di Corte in una donazione fatta dalla famiglia dei Teutoneschi alla Chiesa Aprutina. Nel 1134 appare in altra donazione alla medesima Chiesa con il nome di Cortina, insieme ad altre località circostanti nella Terra Teoderadesca. Già nel 1285, quando si sottopose al foro del Vescovo Aprutino, era parte del comprensorio del castrum Scalellis (che si estendeva da Cortino a Pagliaroli), e con Rocca di Padula riunite a Frunti fino agli inizi del sec. XV, quando entrò a fare parte del nuovo "Stato" o Universitas della Montagna di Roseto, insieme a Crognaleto e le altre (circa 30) ville, almeno dal 1424 sotto la signoria degli Acquaviva del ramo dei duchi di Atri, e che risultava compreso tra i due gruppi montuosi fra i più elevati di tutto l'Appennino Centrale e della penisola.
Il diffondersi della pestilenza del 1528 sollecitò anche le popolazioni di questi luoghi, come nel resto della provincia, all'edificazione di chiese (Cortino e Macchia Tornella) e altari (Comignano) sotto l'invocazione di S. Rocco.
All'estinzione degli Acquaviva avvenuta nel 1760 con la morte della duchessa Isabella, tutto il comprensorio di Roseto passò con il resto del ducato, sotto la Regia Amministrazione degli Stati Allodiali di Atri, prendendo a volte la denominazione di Serenissima Real (o Ducal) Corte della Montagna di Roseto, governata per lungo tempo da Giovanni Bernardino Delfico, che si protrasse fino alla soluzione del contenzioso patrimoniale con il ramo degli Acquaviva conti di Conversano, che nel 1790 pur conservando il mero titolo ducale di Atri, dovettero rinunciare a favore della Corona, con il definitivo passaggio al Demanio, ad ogni pretesa di natura feudale.
L'invasione francese del 1799 vide la nascita di una forte reazione interna manifestatasi con la recrudescenza del brigantaggio (di cui gli strascichi perdurarono almeno fino a tutto il 1806) mediante la costituzione delle truppe a massa di ispirazione sanfedista. Persona di spicco in questo periodo fu il Capo massa D. Donato de Donatis, nativo di Fioli di Rocca Santa Maria e parroco di Pezzelle, che non mancò di allearsi anche con altri briganti di cui il comune soffrì le scorrerie come Giuseppe Costantini noto come Sciabolone.
Il territorio comunale come gran parte della montagna teramana fu frequente teatro del cennato problema endemico del banditismo, che non poco limitò le possibilità di sviluppo della zona, di cui i periodi storicamente più noti furono oltre al citato periodo francese; la fine del Cinquecento di cui fu protagonista Marco Sciarra, la fine del Seicento con la storica sconfitta per mano del viceré Del Carpio, e nel periodo dell'unità d'Italia.
Sussistono tuttora a testimonianza e retaggio dell'ampia diffusione degli usi civici e della tipica organizzazione dei beni comunali le amministrazioni separate di Pagliaroli, Padula e Macchia Tornella.
Danni a numerosi edifici sono stati riscontrati in occasione del sisma del 24 agosto e del 30 ottobre 2016 che ha devastato il confinante comune di Amatrice e altri dell'appennino umbro-marchigiano.

## Monumenti e luoghi d'interesse

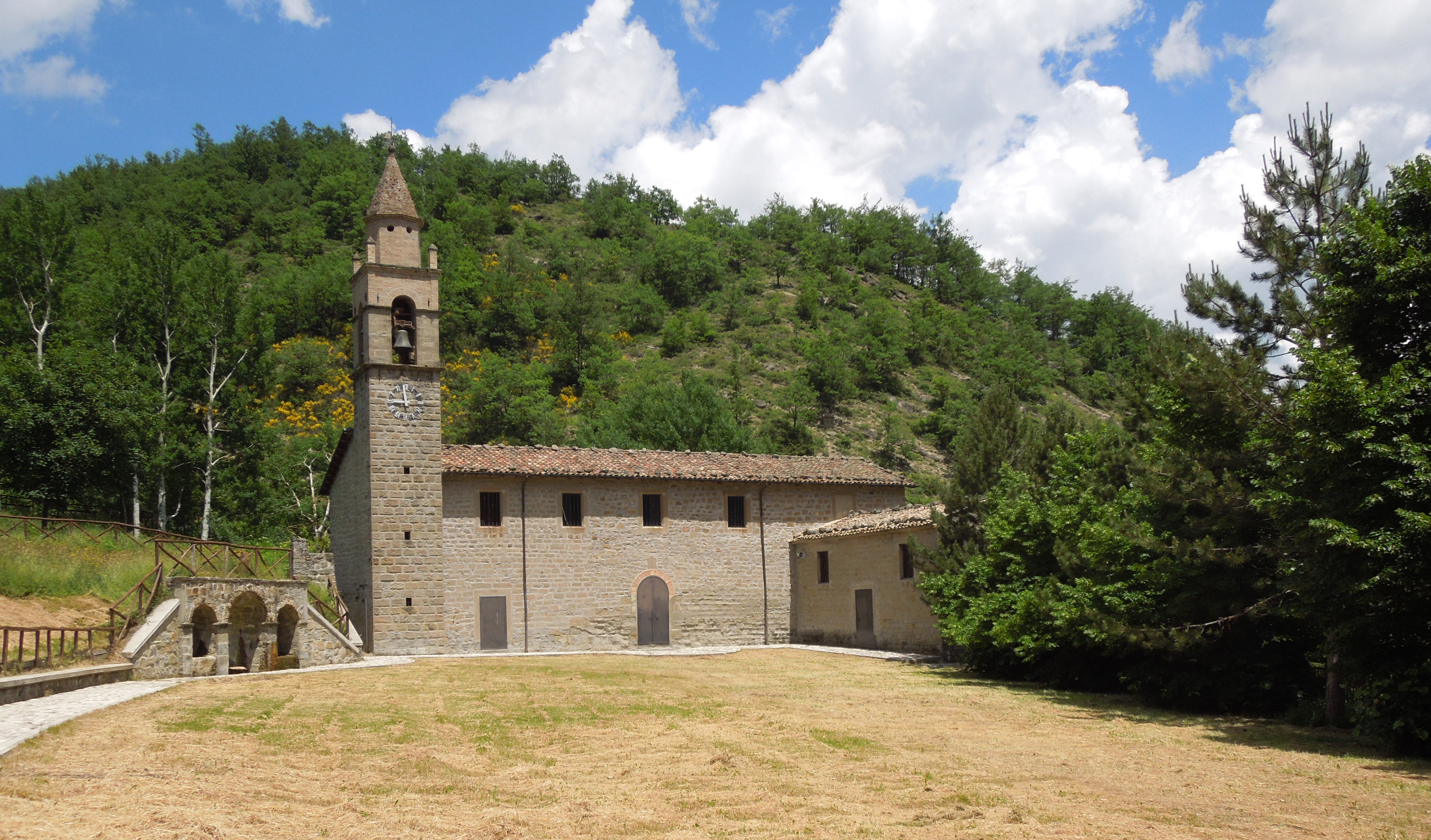
Chiesa santuario dell'Assunta in Padula

### Chiesa di Santa Maria Assunta (Padula)
La chiesa è nota anche come Santuario della Madonna dei Monti della Laga, si trova appena fuori dall'abitato di Padula. Fu costruita nel XV secolo,  ma rimaneggiata nel XVIII secolo. Ha pianta basilicale con chiostro conventuale in pietra. Il campanile è una torre a guglia,  edificato con questa guglia nella metà degli anni '50, ad ispirazione dei maestri di Atri, in somiglianza con le torri di Teramo, Città Sant'Angelo e Cellino Attanasio. La semplice facciata ha portale gotico. L'interno era a tre navate ma poi è stata conservata solo la navata la centrale con transetto, e organo nella controfacciata. I lati interni sono decorati da piastrelle marmoree che coprono la muratura dove erano gli antichi affreschi (qualcuno sopravvive); il soffitto è decorato da dipinti rinascimentali che mostrano gli stemmi degli Acquaviva.
L'altare barocco è a baldacchino monumentale, con una macchina a forma di tempio classico, sovrastata dal monumentale stemma dei duchi di Atri, con al centro Cristo in trionfo risorto, accanto due nicchie con le statue dell'Assunta e di San Gabriele dell'Addolorata.

### Parrocchia della Beata Vergine Assunta

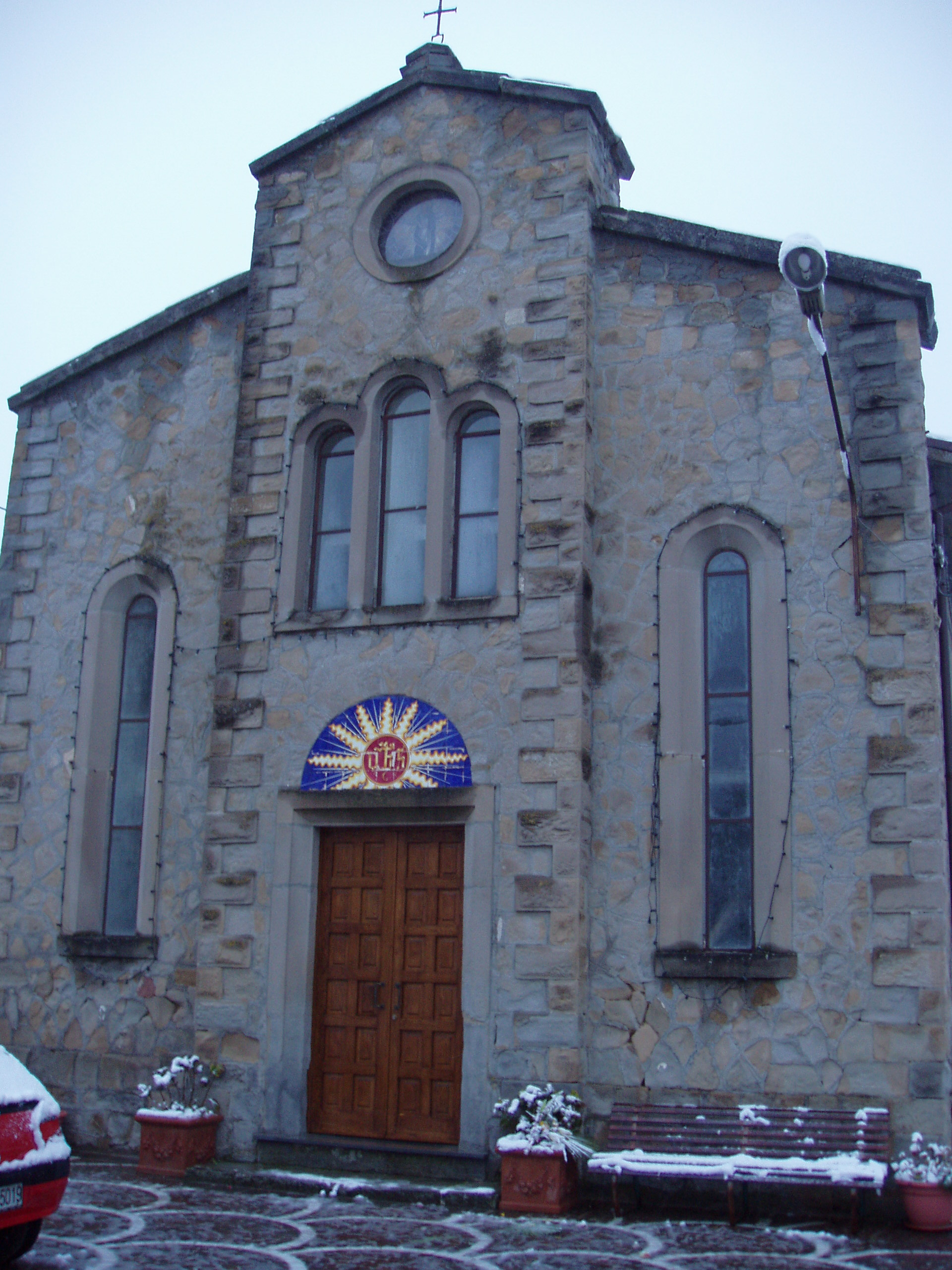
La chiesa di Cortino dedicata all'Assunta prima dell'agosto 2016

La chiesa che si trova nell'abitato di Cortino, documentata nel 1324, poi subì vari rifacimenti e aggiunte, tanto che fotografie del primo Novecento la mostrano con un portale romanico e la facciata decorata da un finestrone, e due campanili, uno a torre, e l'altro con l'orologio pubblico. La facciata è stata rifatta negli anni '50 in stile pseudo gotico, per omogeneizzare il tutto, con finestroni ad oculo e tre portali. La copertura è a capanna, l'interno è a navata unica.

### Chiesa di San Michele Arcangelo (Lame di Cortino)
Fu costruita in pietra sbozzata nel XVI secolo e si compone di una cappella con facciata a capanna e campanile a vela sulla sommità centrale. Vicino alla chiesa c'è il Monumento ai caduti delle guerre (2001).

### Chiesa di San Donato (Caiano)
La piccola cappella è del Settecento, con facciata semplice in pietra sbozzata decorata da rosone a oblò. Il campanile è a vela. L'interno sobrio ha soffitto di travi di legno e un modesto altare dedicato alla Madonna.

## Società

### Evoluzione demografica
Abitanti censiti

## Geografia antropica

### Frazioni

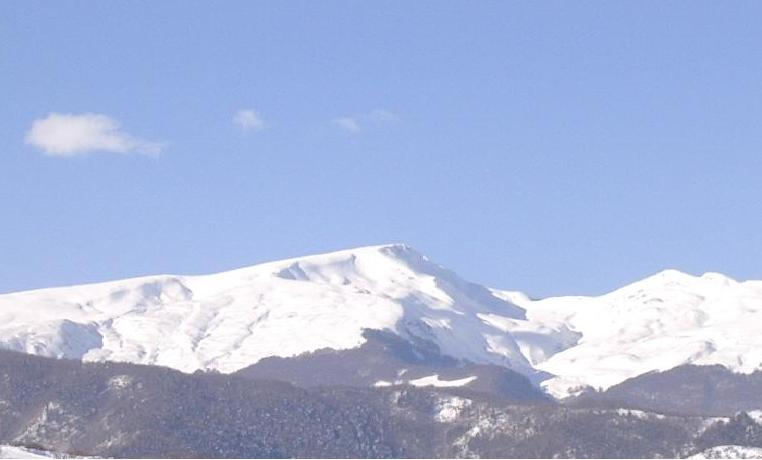
Il Monte Gorzano (m 2458) visto da Pagliaroli. Sulla destra le sorgenti del Tordino

La maggior parte degli abitanti del comune vive nelle numerose frazioni poste in gran parte attorno al Monte Bilanciere (m. 1263 s.l.m.). Il comune si sta spopolando in favore della città di Teramo e dei comuni limitrofi, che negli ultimi anni ha avuto un notevole sviluppo. Nelle varie frazioni la popolazione aumenta d'estate, quando vi tornano le persone che si sono trasferite altrove. Resistono ancora testimonianze e strutture edilizie antiche; mentre la quasi totalità dei ricchi arredi sacri lignei, risalenti anche al XVII secolo che davano ornamento alle chiese sono andati dispersi, distrutti o trafugati a partire dagli anni cinquanta del secolo scorso.
- Pagliaroli, sede del municipio, si trova a 982 m s.l.m. La prima notizia risale al 1134 con il nome di Acquaviva, circa 20 anni dopo viene riportata nella bolla di papa Anastasio IV col nome di Pagliarolo ed indicata come sede della pieve di San Salvatore. L'edificio religioso, restaurato nelle forme originarie, è citato da fonti che riportano le sue prime notizie risalenti al 1153 nella citata bolla di Anastasio IV, come possedimento del vescovo di Teramo. È sito archeologico per la presenza del tempio dedicato a Giove risalente al III secolo a.C. i cui numerosi e singolari ritrovamenti[9] sono stati rinvenuti sotto l'attuale chiesa pievanale e conservati nel Museo archeologico Francesco Savini di Teramo. Tra questi vi è un reperto esposto e descritto come la testa con elmo di un guerriero[10][11] che alcuni autori hanno individuato come l'effigie della dea Atena[12]. Nei pressi di Pagliaroli, in località Piani di Santa Lucia, (titolo della chiesa dell'antico sito di Gregano che sorgeva sul luogo), lungo l'antico asse viario che conduceva a Teramo passando per Valle San Giovanni, sono stati ritrovati altri reperti archeologici di età romana.
- Cortino. 1050 m
- Agnova. 977 m s.l.m. Nota dal 1134 con il nome di Nove. La attuale chiesa dedicata a S. Giusta pare sia stata edificata sul luogo di un antico tempio italico.
- Altovia. La frazione con la maggiore altitudine della Provincia di Teramo, è posizionata ai piedi di un'antica abetaia demaniale sulla via del rifugio di Cegno a quota 1.183 m s.l.m. ai piedi delle falde orientali del Monte Gorzano, è superata in altitudine solo dai campi sciistici di Prati di Tivo e Prato Selva. Praticamente deserta d'inverno, d'estate sono in molti a tornare ad abitare le antiche case di pastori oggi completamente ristrutturate. La chiesa consacrata a S.Egidio, detta in antico anche della Rocca forse con riferimento al fortilizio di Roseto, prima collocata dove ora è il cimitero, e ricostruita all'ingresso del borgo nel 1921, è ancora fatiscente, tanto che il suo frontale è sorretto da impalcature. Confinava insieme a Cortino con l'antica villa di Zingano decaduta dopo il terremoto del 1703.
- Caiano. 837 m s.l.m. Nota dal 1134 ma di probabile origine più antica; dall'abitato nei pressi della chiesa dedicata a S. Donato si diparte la panoramica strada che collega direttamente con il comune di Rocca Santa Maria attraversando il sottostante fiume Tordino.
- Casagreca. 833 m s.l.m. La piccola frazione rimase completamente disabitata, anche a causa della sua collocazione molto isolata rispetto alle altre località, nel corso degli anni sessanta; dai successivi anni novanta i vecchi abitanti e i loro discendenti hanno ristrutturato l'antico paese e tornano ad animarlo soprattutto durante il periodo estivo.
- Casanova. 680 m s.l.m. Nota dal 1134.
- Collegilesco. Nota dal 1134 con il nome di Colle Aiolesco.
- Comignano. 970–990 m s.l.m. Nota dal 1134 con il nome di Commoniano. L'attuale chiesa, dedicata ex voto a S. Antonio Abate anteriormente al sec. XVI, assunse sul finire del Settecento il titolo dei Santi Pietro e Paolo dopo l'interdizione, nell'ultimo quarto del sec. XVIII, dell'antica parrocchiale dedicata a San Pietro ad Bollenum, nota dalle decime del 1324, che sorgeva a valle dell'abitato presso l'attuale cimitero. La località fu patria dei banditi Tornese[13] vissuto sul finire del sec. XVII, e di D. Candido Clemente (la cui famiglia era originaria di Torano Nuovo), pievano di Pagliaroli condannato a morte e giustiziato in Teramo nel 1809. Fu inoltre patria del Padre Guardiano cappuccino Cesario, che fece realizzare nel 1762 il tabernacolo ligneo in stile barocco nella Chiesa dei Cappuccini in Teramo, per mano del frate cappuccino Giovanni Palombieri. Per il territorio di questa località sarebbe passato un antico itinerario che collegava Teramo e la via del Batinus alla via Salaria, valicando la catena della Laga passando per Amatrice e Cornillo Vecchio[14].
- Cunetta. Sede temporanea del comune dal 2016 per danni all'edificio municipale dovuti al sisma.
- Elce. La prima notizia si ha nel 1295 con il nome di Ylice. Tra 1500 e 1600 era nota nei documenti con il nome di La Felice

- Faieto. Nota dal 1134.
- Fonte Palumbo.
- Lame. 900 m s.l.m.
- Macchiatornella.
- Padula. Nota dal 1134

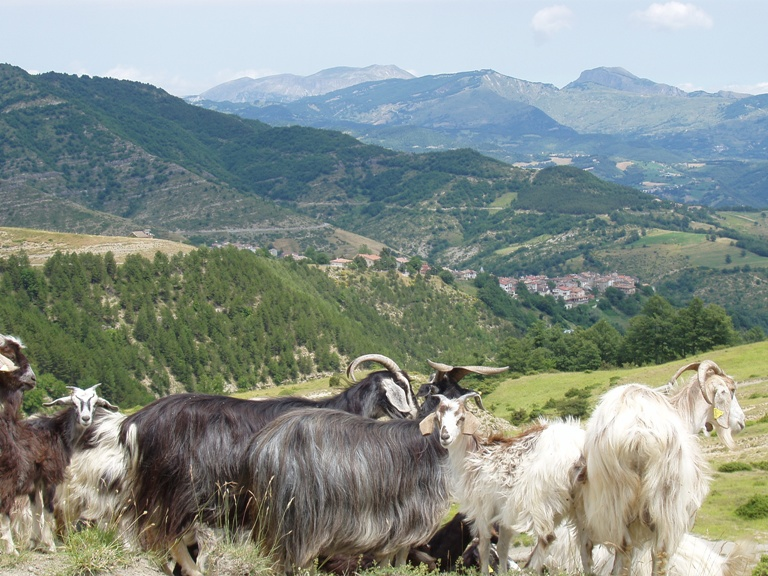
Capre al pascolo libero e sullo sfondo il paese di Cortino

- Pezzelle. 853 m s.l.m. La chiesa parrocchiale dedicata alla Conversione di S. Paolo, conserva pitture murali dei sec. XV e XVI.
- Piano Fiumata.
- Servillo. 976 m s.l.m. Stemma lapideo risalente al 1494 (rimosso nell'ottobre 2017). Tra i territori di Servillo e Pagliaroli sorgeva l'antico abitato di Magninano, con la chiesa dedicata a S. Giacomo, che risultava già disabitato nel 1610.
- Vernesca.

## Amministrazione

### Amministrazioni in età repubblicana
| Periodo | Periodo   | Primo cittadino          | Partito      | Carica                  | Note |
| ------- | --------- | ------------------------ | ------------ | ----------------------- | ---- |
| 1946    | 1948      | Domenico De Amicis       |              | Sindaco                 |      |
| 1948    | 1949      | Lidio Calzarano          |              | Commissario prefettizio |      |
| 1949    | 1953      | Giacinto Palmarini       |              | Sindaco                 |      |
| 1953    | 1958      | Giacinto Palmarini       |              | Sindaco                 |      |
| 1958    | 1963      | Antonio Marini           |              | Sindaco                 |      |
| 1963    | 1968      | Simone Marini            |              | Sindaco                 |      |
| 1968    | 1973      | Simone Marini            |              | Sindaco                 |      |
| 1973    | 1978      | Simone Marini            |              | Sindaco                 |      |
| 1978    | 1983      | Simone Marini            |              | Sindaco                 |      |
| 1983    | 1988      | Antonio Paesani          |              | Sindaco                 |      |
| 1988    | 1993      | Daniele di Filippantonio |              | Sindaco                 |      |
| 1993    | 1997      | Daniele di Filippantonio |              | Sindaco                 |      |
| 1997    | 2001      | Giancarlo Di Lucanardo   |              | Sindaco                 |      |
| 2001    | 2006      | Giancarlo Di Lucanardo   |              | Sindaco                 |      |
| 2006    | 2011      | Gabriele Minosse         | lista civica | Sindaco                 |      |
| 2011    | 2021      | Gabriele Minosse         | lista civica | Sindaco                 |      |
| 2021    | in carica | Marco Tiberii            | lista civica | Sindaco                 |      |

L'archivio comunale subì la quasi totale distruzione nel 1943.